# Austin Clapp
Austin Clapp (n. 8 noiembrie 1910, Farmington⁠(d), New Hampshire, SUA – d. 22 decembrie 1971, Woodside⁠(d), California, SUA) a fost un înotător ce a reprezentat Statele Unite ale Americii, medaliat olimpic. A participat la 2 ediții ale Jocurilor Olimpice (1928, 1932) în care a câștigat o medalie de aur și o medalie de bronz.